# Zhenan Bao
Zhenan Bao (1970) es una ingeniera química estadounidense. Se ha desempeñado como directora del Departamento de Ingeniería Química de la Universidad de Stanford de 2018 a 2022. Es conocida por su trabajo en transistores de efecto de campo orgánico y semiconductores orgánicos, para aplicaciones que incluyen electrónica flexible y piel electrónica.

## Infancia y educación
Bao nació en Nanjing, China en 1970. Es hija de un profesor de física y química de la Universidad de Nanjing. Estudió química en la Universidad de Nanjing a partir de 1987. Mientras estaba en la Universidad de Nanjing, trabajó en el laboratorio de Gi Xue en polímeros reticulados de oro. En 1990, se mudó a los Estados Unidos y se transfirió a la Universidad de Illinois en Chicago porque tenía familia cerca. Varios meses después, fue aceptada directamente en el Ph.D. programa de química en la Universidad de Chicago, sin completar su licenciatura, debido a dos premios que ganó mientras estudiaba en la Universidad de Nanjing.
En la Universidad de Chicago, completó su maestría en 1993. Como uno de las primeras estudiantes graduadas de Luping Yu, aplicó reacciones de acoplamiento cruzado catalizadas por paladio hacia la síntesis de polímeros cristalinos líquidos y conductores. Bao se graduó con su Ph.D. en 1995.

## Carrera académica
Al completar su doctorado, recibió una oferta para unirse a la Universidad de California, Berkeley como becaria postdoctoral, pero en su lugar eligió unirse al Departamento de Investigación de Materiales en Bell Labs de Lucent Technologies. En Bell Labs, desarrolló el primer transistor totalmente plástico, o transistor de efecto de campo orgánico, que permite su uso en papel electrónico. También fue durante este tiempo cuando Jan Schön publicó una serie de artículos, dos de los cuales incluían a Bao como coautora. Los documentos de Schön finalmente se retractaron debido a un fraude, pero Bao fue eximido de la mala conducta. Fue nombrada Miembro Distinguido del Personal Técnico de Bell Labs en 2001.
En 2004, regresó a la academia y se unió a la facultad de la Universidad de Stanford, donde se enfoca en estudiar semiconductores orgánicos y nanotubos de carbono utilizando nuevos métodos de fabricación. El trabajo reciente en el laboratorio incluye el desarrollo de una piel electrónica y células solares totalmente de carbono. Bao es cofundadora y miembro de la junta directiva de C3 Nano y PyrAmes Health, ambas empresas emergentes financiadas con capital de riesgo de Silicon Valley. Se desempeña como socia asesora de Fusion Venture Capital.

## Actividades de investigación
Bao y su equipo de investigadores de la Universidad de Stanford desarrollan varios proyectos en su grupo de investigación en 2022. Utilizando un "método de impresión recién creado", Bao y su equipo han desarrollado circuitos integrados similares a una piel. Este nuevo material se puede utilizar para "sensores en la piel, redes a escala corporal y bioelectrónica implantable". El proceso utilizado para desarrollar estos materiales se conoce como fotolitografía que, cuando se combina con fotoquímicas novedosas, puede generar materiales flexibles.
Junto con Karl Deisseroth, Bao ha desarrollado polímeros biocompatibles que pueden usarse para "modular las propiedades de las células diana". Estos polímeros biocompatibles que modulan las células alteran ciertas propiedades de las neuronas y pueden inhibir o potenciar la activación neuronal. Esta tecnología se puede utilizar como una herramienta de exploración para comprender mejor enfermedades como la esclerosis múltiple.

## Becas y sociedades

### Becas
- Asociación Estadounidense para el Avance de la Ciencia[25]
- sociedad Química Americana
- SPIE
- Terman Fellow, Universidad de Standford[26]

### Posiciones en la junta asesora
- ACS Nano
- Materiales Funcionales Avanzados
- Materiales Funcionales Avanzados
- comunicaciones químicas
- Química de Materiales
- Materiales hoy, nanoescala
- NPG Asia Materiales

### Otras posiciones
- Junta Directiva, Fundación Camille y Henry Dreyfus, 2022-presente.
- Miembro del Consejo Asesor, Escuela Pritzker de Ingeniería Molecular, Universidad de Chicago, 2022-presente.
- Miembro del Comité de Ciencias, Future Science Prize of China, 2018-2021.
- Miembro de la Junta, Junta de Academias Nacionales de Ciencias Químicas y Tecnología, 2009-2012.
- Junta Directiva, Sociedad de Investigación de Materiales, 2003-2005.
- Miembro del Comité Ejecutivo/Miembro general, División de Ingeniería y Ciencia de Materiales de Polímeros de la American Chemical Society, 2000-2006, 2009-2012

## Premios y reconocimientos
- 2000: Nombrado entre los 100 mejores ingenieros jóvenes por la Academia Nacional de Ingeniería de EE. UU.[26]
- 2000: Incluido entre los 10 avances de investigación principales para el trabajo en circuitos integrados a gran escala basados en materiales orgánicos, revista Science.[26]
- 2001: Premio R&D 100 otorgado por el trabajo en circuitos impresos de plástico para pantallas electrónicas de papel por la revista R&D.[26]
- 2001: Elección del editor de "Lo mejor de lo mejor" en nuevas tecnologías por la revista R&D.[26]
- 2002: Premio a la Innovación en Equipo ACS.[26]
- 2003: Nombrado entre los 100 mejores jóvenes innovadores de este siglo por MIT Technology Review.[26]
- 2003: Premio al Mejor Mentor de Relaciones Universitarias de Lucent Technologies.[26]
- 2004: Premio Facultad 3M.[26]
- 2004–2005: becario de la facultad Robert Noyce.[26]
- 2009: Galardonada con la Medalla y el Premio Beilby[27] por sus contribuciones y descubrimientos en el campo de los semiconductores orgánicos.[28]
- 2011: Premio Académico Cope de la ACS.[29]
- 2013: Nombrada una de las estrellas en ascenso TR35[30] y C&EN 12 de MIT Technology Review[2] por su trabajo con semiconductores orgánicos.
- 2015: Nombrada una de las 10[31] "personas que importaron" de Nature en la ciencia por su trabajo con dispositivos electrónicos portátiles, incluida la piel artificial que imita el sentido del tacto.
- 2016: Elegido miembro de la Academia Nacional de Ingeniería de EE. UU.[32]
- 2017: Laureada de los Premios L'Oréal-UNESCO para Mujeres en la Ciencia[33] por su contribución al desarrollo de nuevos polímeros funcionales para electrónica de consumo, almacenamiento de energía y aplicaciones biomédicas.
- 2017: Premio ACS en Ciencias Aplicadas de Polímeros "por el trabajo pionero en el diseño, procesamiento y aplicaciones de materiales electrónicos poliméricos para electrónica flexible y estirable".[34]
- 2020: Premio Willard Gibbs.[35]
- 2021: Elegido miembro de la Academia Estadounidense de las Artes y las Ciencias .
- 2021: Premio internacional ACS POLY Charles G. Overberger a la excelencia en investigación de polímeros.
- 2021: Galardonado con el premio MRS Mid-Career Award.
- 2021: Galardonado con el premio AICHE Alpha Chi Sigma por investigación en ingeniería química.
- 2021: Galardonado con el Premio al Logro Profesional de Antiguos Alumnos por parte de la Junta de Antiguos Alumnos de la Universidad de Chicago.
- 2022: Premio ACS Química de Materiales.
- 2022: Galardonada con el Premio VinFuture en la categoría Mujer Innovadora por el desarrollo de skins electrónicos .[36]

## Vida personal
Una de sus principales mentores fue Elsa Reichmanis, quien era directora de departamento en Bell Labs. Ella está casada y tiene dos hijos.